# Tarsus Group plc
Tarsus Group plc est une entreprise spécialisée dans les médias fondée par Chairman Neville Buch en 1998 avec un portefeuille de salon d'exposition, de congrès scientifiques, de publications en ligne à travers le monde. Outre son siège à Londres, Tarsus a également des bureaux à Suresnes, Milwaukee, Boca Raton (États-Unis), Düsseldorf, Shanghai et Dubaï.